# Valerianella corniculata
Valerianella corniculata är en kaprifolväxtart som beskrevs av Carl Anton von Meyer. Valerianella corniculata ingår i släktet klynnen, och familjen kaprifolväxter. Inga underarter finns listade i Catalogue of Life.